# Consejería de Territorio de la Generalidad de Cataluña
La Consejería de  Territorio es una de las consejerías del Gobierno de Cataluña 2021-2025. Esta consejería fue creada el 2 de noviembre de 2022, remplazando la anterior Consejería de Políticas Digitales y Territorio y fue reemplaza por la Consejería de Territorio, Vivienda y Transición Ecológica. La última consejera fue Ester Capella.

## Estructura de la Consejería
- Secretaría General: Joan Jaume i Oms
- Secretaría de Movilidad e Infraestructuras: Marc Sanglas i Alcantarilla
- Secretaría de Territorio, Urbanismo y Agenda Urbana: Francesc Sutrias i Grau
- Secretaría de Vivienda: Marina Berasategui Canals

#### Entidades adscritas[2]
- Ferrocarriles de la Generalidad de Cataluña, mediante la Secretaría de Movilidad e Infraestructuras.
- Infraestructuras Ferroviarias de Cataluña, mediante la Secretaría de Movilidad e Infraestructuras.
- Puertos de la Generalidad de Cataluña, mediante la Secretaría de Movilidad e Infraestructuras.
- Instituto Cartográfico y Geológico de Cataluña, mediante la Secretaría de Territorio, Urbanismo y Agenda Urbana.
- Instituto Catalán del Suelo, mediante la Secretaría de Territorio, Urbanismo y Agenda Urbana.
- Instituto para el Desarrollo y Promoción del Alto Pirineo y Arán, mediante la Secretaría de Territorio, Urbanismo y Agenda Urbana.
- Agencia de la Vivienda de Cataluña, mediante la Secretaría de Vivienda.

#### Ejes estratégicos del Departamento
- Transporte público en todas partes
- Derecho a la vivienda efectiva
- Infraestructuras resilientes
- Territorio equilibrado

## Consejeros
| Consejería                              | Periodo                                 | Periodo                                 | Titular                           | Titular      | Partido                | Partido | Generalidad | Generalidad                | Generalidad |
| Consejería                              | Inicio                                  | Fin                                     | Titular                           | Titular      | Partido                | Partido | Gobierno    | Presidente                 | Presidente  |
| --------------------------------------- | --------------------------------------- | --------------------------------------- | --------------------------------- | ------------ | ---------------------- | ------- | ----------- | -------------------------- | ----------- |
| Política Territorial y Obras Públicas   | 8 de mayo de 1980                       | 14 de junio de 1983                     | Josep Maria Cullell               |              |                        | CDC     | Pujol I     | Jordi Pujol                |             |
| Política Territorial y Obras Públicas   | 14 de junio de 1983                     | 4 de julio de 1988                      | Xavier Bigatà                     |              |                        | CDC     | Pujol I     | Jordi Pujol                |             |
| Política Territorial y Obras Públicas   | 14 de junio de 1983                     | 4 de julio de 1988                      | Xavier Bigatà                     | Pujol II     |                        | CDC     |             | Jordi Pujol                |             |
| Política Territorial y Obras Públicas   | 4 de julio de 1988                      | 29 de mayo de 1993                      | Joaquim Molins                    |              |                        | CDC     | Pujol III   | Jordi Pujol                |             |
| Política Territorial y Obras Públicas   | 4 de julio de 1988                      | 29 de mayo de 1993                      | Joaquim Molins                    | Pujol IV     |                        | CDC     |             | Jordi Pujol                |             |
| Política Territorial y Obras Públicas   | 29 de mayo de 1993                      | 18 de noviembre de 1994                 | Josep Maria Cullell               |              |                        | CDC     |             | Jordi Pujol                |             |
| Política Territorial y Obras Públicas   | 18 de noviembre de 1994                 | 15 de junio de 1995                     | Jaume Roma i Rodríguez            |              |                        | CDC     |             | Jordi Pujol                |             |
| Política Territorial y Obras Públicas   | 15 de junio de 1995                     | 30 de julio de 1997                     | Artur Mas                         |              |                        | CDC     |             | Jordi Pujol                |             |
| Política Territorial y Obras Públicas   | 15 de junio de 1995                     | 30 de julio de 1997                     | Artur Mas                         | Pujol V      |                        | CDC     |             | Jordi Pujol                |             |
| Política Territorial y Obras Públicas   | 30 de julio de 1997                     | 20 de noviembre de 2001                 | Pere Macias                       |              |                        | CDC     |             | Jordi Pujol                |             |
| Política Territorial y Obras Públicas   | 20 de noviembre de 2001                 | 20 de diciembre de 2003                 | Felip Puig                        |              |                        | CDC     | Pujol VI    | Jordi Pujol                |             |
| Política Territorial y Obras Públicas   | 20 de diciembre de 2003                 | 29 de diciembre de 2010                 | Joaquim Nadal i Farreras          |              |                        | PSC     | Maragall    | Pasqual Maragall i Mira    |             |
| Política Territorial y Obras Públicas   | 20 de diciembre de 2003                 | 29 de diciembre de 2010                 | Joaquim Nadal i Farreras          | Montilla     | José Montilla Aguilera | PSC     |             |                            |             |
| Territorio y Sostenibilidad             | 29 de diciembre de 2010                 | 24 de diciembre de 2012                 | Lluís Miquel Recoder i Miralles   |              |                        | CDC     | Mas I       | Artur Mas i Gavarró        |             |
| Territorio y Sostenibilidad             | 24 de diciembre de 2012                 | 14 de enero de 2016                     | Santi Vila Vicente                |              |                        | CDC     | Mas II      | Artur Mas i Gavarró        |             |
| Territorio y Sostenibilidad             | 14 de enero de 2016                     | 27 de octubre de 2017                   | Josep Rull                        |              |                        | JxSÍ    | Puigdemont  | Carles Puigdemont          |             |
| Aplicación del artículo 155 en Cataluña | Aplicación del artículo 155 en Cataluña | Aplicación del artículo 155 en Cataluña | Íñigo Joaquín de la Serna Hernáiz |              |                        | PP      | Rajoy II    | Soraya Sáenz de Santamaría |             |
| Territorio y Sostenibilidad             | 27 de octubre de 2017                   | 26 de mayo de 2021                      | Damià Calvet i Valera             |              |                        | JxCat   | Torra       | Joaquim Torra i Pla        |             |
| Territorio y Sostenibilidad             | 27 de octubre de 2017                   | 26 de mayo de 2021                      | Damià Calvet i Valera             | Aragonès (e) | Pere Aragonès          | JxCat   |             |                            |             |
| Políticas Digitales y Territorio        | 26 de mayo de 2021                      | 29 de septiembre de 2022                | Jordi Puigneró                    |              | Pere Aragonès          |         | JxCat       | Aragonès                   |             |
| Políticas Digitales y Territorio        | 29 de septiembre de 2022                | 10 de octubre de 2022                   | Gemma Geis                        |              | Pere Aragonès          |         | JxCat       | Aragonès                   |             |
| Territorio                              | 10 de octubre de 2022                   | 12 de junio de 2023                     | Juli Olivares                     |              | Pere Aragonès          |         | ERC         | Aragonès                   |             |
| Territorio                              | 12 de junio de 2023                     | 8 de agosto de 2024                     | Ester Capella                     |              | Pere Aragonès          |         | ERC         | Aragonès                   |             |